# معركة حيدران
معركة حيدران أو معركة جبل حيدران هي معركة وقعت في 14 أبريل 1052 بين القبائل العربية لبني هلال والسلالة الزيرية في جنوب شرق تونس، وكانت جزءًا من الغزو الهلالي لإفريقية.

## الخلفية
منذ أن أعلن بنو زيري استقلالهم عن الفاطميين واعترافهم بالعباسيين كخلفاء في عام 1048، توترت العلاقات بين القاهرة و القيروان. وردًا على القطيعة، أرسل الفاطميون غزوات هلالية مدمرة إلى إفريقية لمعاقبة الزيريين. وفي الطريق إلى إفريقية، دمر الهلاليون برقة في عام 1050. وعندما وصل العرب أراد المعز التفاوض معهم، لكن نشأت مشاكل بينه وبينهم، فأعلنوا الغزو وتقدموا ونشروا الدمار و الأرهاب، وتفاقم الوضع، وعانى الناس. أرسل المعز قوات بقيادة أبو سلبون و زكنون بن واعلان وزيري الصنهاجي، لكنهم هُزموا. قرر المعز مواجهتهم بنفسه وطلب الدعم من ابن عمه ملك القلعة القائد ابن حماد، الذي دعمه بألف جندي. كما طلب الدعم من المنتصر بن خزرون حاكم طرابلس، الذي أرسل له ألف جندي زناتي، وأعد جيشًا من ثلاثين ألفًا يتكون من البربر والعبيد الأفارقة والعرب (الذين استقر اجدادهم بعد الفتح). ثم توجه نحو الجنوب.

## المعركة
التقى الهلاليون والزيريون في حيدران في جنوب شرق تونس الحديثة في ثاني أيام عيد الأضحى، وواجه 3000 فارس عربي من بني هلال الأمير الزيري المعز بن باديس و حشده. ارتدت قوات الزيريين "الكزاغندات" (سترات مبطنة مثل الدروع لحماية الجسم)، فهال ذلك العرب، لكن زعيم بني رياح، مؤنس بن يحيى، هدئهم و أمرهم بضرب الجنود الزيريين في أعينهم. مع بدء المعركة، انخذل عرب الجيش الزيري، فغضبوا وانشقوا وانضموا إلى الجيش الهلالي، كما انسحبت قوات زناتة من ساحة المعركة. أما صنهاجة فكانت لهم خطة غريبة: أرادوا أن يثبتوا للمعز أنهم أقوى وأفضل من العبيد الأفارقة، فينسحبوا من المعركة ويرجعوا عندما يتأكدون أن أكبر عدد من العبيد قد مات، ثم يتدخلون و يهزمون العرب ويظهرون في صورة الأبطال. ولكن حدث عكس توقعاتهم، حيث قاتل العبيد بشجاعة و بسالة وفشل الصنهاجيون في العودة إلى ساحة المعركة، حيث صدهم العرب وطردوهم، وقُتل منهم الكثير. أما الهلاليون الذين تفوقوا بشكل كبير، فقد هزموا الزيريين هزيمة حاسمة، مما أجبر المعز وعبيده على التراجع إلى القيروان، ونهب العرب غنائم وبقايا جيش المعز.

## مابعد المعركة
كانت المعركة كارثة، كما أسماها ابن كثير "الداهية العظمى و المصيبة الكبرى". احتفل العرب بالنصر، وغنى الشاعر ابن رزق الرياحي:
لقد زار وهنا من أميم خيال***وأيدي المطايا بالزميل عجال
وأن ابن باديس لأفضل مالك***لعمري، ولكن ما لديه رجال
ثلاثون ألفا منهم قد هزمتهم***ثلاثة آلاف وذاك ضلال.
واصل العرب مسيرتهم إلى القيروان، وكلما وصل أحد قادتهم إلى قرية، كان يخبر أهلها ويمنحهم الأمان ويترك علامة حتى يراها القادة الآخرون ويعرفوا أنه وصل قبلهم. ونتيجة لانتصار الهلاليين، استولى الهلاليون في النهاية على القيروان عام 1057 بعد حصار طويل، مما أجبر الزيريين على نقل عاصمتهم إلى المهدية. حتى أن الهلاليين طردوا زناتة من جنوب إفريقية,  ثم ملكوا بلاد قسطينة  كلها وغزا عامل بن أبي الغيث منهم زناتة ومغراوة فاستباحهم ورجع. وبحلول نهاية الغزو، وبحلول نهاية الغزو، كان الزيريون والحماديون قد فقدوا معظم أراضيهم، واقتصر وجودهم على شريط ساحلي صغير على ساحل إفريقية.

## موقع المعركة
قبل معركة حيدران بيوم واحد، أي عيد الأضحى يوم 13 أبريل 1052، كان المعز متواجدا في الجنوب. و في يوم المعركة، مضى إلى قرية تدعى بنو هلال، و عندما جاء منتصف النهار، أمر بالنزول في أوعار و أودية (التي هي جبل حيدران)، و هناك حصلت أحداث المعركة. و في وقتنا الحالي لا يوجد مناطق باسم بنو هلال أو حيدران، ما يجعل موقع المعركة صعب التحديد، إلا أن هناك توقعات و نضريات بشأنه. فيقول النويري و إبن الأثير ان جبل حيدران يبعد عن القيروان 3 أيام، و يعتقد إبن خلدون أن حيدران تقع في ضواحي قابس، و يبدو أن الموقع الذي يُقصد هنا هو بلدة وذرف و جبل هيدوش (أو حيدوج)، و يرى حسني عبد الوهاب أن موقع المعركة مطابق لأوصاف بلدة ودران، في جنوب شرق تونس، و تقع على الطريق الأساسي الرابط بين قابس و القيروان، أما التجاني فيقول أن حيدران جبل معروف قرب القيروان.